# Indústria automobilística
A indústria automobilística, indústria automotiva ou indústria de automóveis, é a indústria envolvida com o projeto, desenvolvimento, fabricação, publicidade e a venda de veículos automóveis. Em 2006, mais de 69 milhões de veículos, incluindo automóveis e veículos comerciais, foram produzidos no mundo. Em 2006, mais de 16 milhões de automóveis foram vendidos nos Estados Unidos, mais de 15 milhões na Europa Ocidental e cerca de 7 milhões na China. Em 2007 vem sendo observada uma estagnação nos mercados da América do Norte, da Europa e do Japão, enquanto ocorre um crescimento nos mercados da América do Sul, especialmente do Brasil, e da Ásia, na Coreia do Sul e na Índia.
A indústria automóvel produz automóveis para auxiliar no deslocamento e/ou transporte da população, de bens ou serviços. Atualmente os automóveis estão entre os bens de maior necessidade, expandindo sua relevância a diversos campos da natureza humana. O automóvel, hoje, representa para muitos um símbolo. Em teoria, as pessoas optam por veículos por necessidade. Porém, a industria automóvel já percebeu que os veículos poderiam ter maior ou menor procura em função de sua aparência. Um automóvel pode transmitir uma "ideia" de como o seu dono é, ou de como ele gostaria de ser. 
Com o aumento da população mundial, a redução de custos de produção, a revolução dos materiais, e com técnicas de fabricação inovadoras, a frota de automóveis cresce a cada ano, um conjunto de problemas inimagináveis na época da criação do automóvel. A poluição, o barulho, os acidentes, os congestionamentos, são alguns dos problemas oriundos do número excessivo de automóveis nos centros urbanos.
Algumas cidades do mundo tentam controlar, ou simplesmente proíbem, o uso de veículos. Há diversas maneiras de limitar o uso dos automóveis nas grandes cidades. O fato é que as indústrias de automóveis não parecem se importar muito com o grande número de carros na Terra. Ao contrário, a disputa entre os fabricantes é acirrada. Os grandes fabricantes de automóveis, gastam milhões de dólares por ano, na tentativa de convencer o usuário final, isto é, a população, de que o seu "produto" é melhor.
A indústria automóvel, em geral, pesquisa e investe cada vez mais, elevando o nível a um custo somente suportado por grandes empresas e por nações realmente desenvolvidas e com um alto poder de compra.
Alguns fabricantes de veículos acabam por tornar-se uma espécie de representantes nacionais, como por exemplo a Ford é para os Estados Unidos, ou a Ferrari é para os italianos, entre outros. Há casos de grandes nações produtoras e consumidoras de veículos mas que não possuem um "representante". Este é o caso do Brasil, possui fabricantes diversos, exportam para todo o globo, contudo não tem uma marca internacionalmente expressiva. 

## A indústria automobilística no Brasil
A indústria automóvel brasileira contou com uma produção de quase 3 milhões de veículos em 2007. No Brasil encontram-se instalados os maiores fabricantes mundiais, como Toyota, Ford, GM (Chevrolet), Volkswagen, Fiat, Mitsubishi, Peugeot, Citroën, Mercedes-Benz, Renault, Honda, etc., e também alguns fabricantes nacionais emergentes, como a Marcopolo, Agrale, Randon, dentre outros. 
Em 1942, durante a Era Vargas, foi criada a FNM (Fábrica Nacional de Motores) popularmente conhecida como "Fenemê". Focada inicialmente na produção de motores aeronáuticos, a partir de 1949 a FNM passou a fabricar também caminhões e automóveis.
De volta ao Governo em 1951, Getúlio Vargas encomenda ao Capitão Lúcio Meira, sub-chefe da Casa Militar, um estudo sobre a viabilidade de implantar um indústria automobilística nacional. 
A então Comissão de Desenvolvimento Industrial (CDI) criada em 1951 decide partir para o exterior em busca de apoio de fabricantes estrangeiros. Em troca de isenções fiscais e garantia de remessas de lucro às matrizes, Lúcio Meira, Luís Dumont Villares, Humberto Monteiro, Jorge Resende, Alberto Pereira de Castro e Eros Orosco tem a missão de convencer os grandes fabricantes a investirem no Brasil. 
Em 1952 o governo cria dentro da CDI a "Subcomissão de Jipes, Tratores, Caminhões e Automóveis", presidida por Lúcio Meira. De seus estudos resultam o Aviso 288 (agosto de 1952) da Carteira de Exportação e Importação do Banco do Brasil (CEXIM), que limita a concessão de licenças para a importação de auto-peças que já produzidas no país e o Aviso 311 (abril de 1953) vetando a importação de veículos completos e montados. 
Para mostrar aos empresários do setor automotivo as diversas auto-peças nacionais, é lançada no Aeroporto Santos Dumont, RJ em 20 de janeiro de 1953 a I Mostra da Indústria Nacional de Auto-Peças. São 145 estandes - 103 de São Paulo, 24 do Rio de Janeiro, 17 do Rio Grande do Sul e 1 de Minas Gerais - que expõe 106 componentes como baterias, pneus, bancos, anéis de pistão, entre outros. 
Quem chega primeiro é a Volkswagen, em abril de 1953, inaugurando sua fábrica no bairro do Ipiranga, em São Paulo/SP. Em Julho de 1955 transforma-se em Sociedade Anônima (Volkswagen do Brasil S.A.) com 80% de capital alemão e 20% do grupo Monteiro Aranha. No final do ano muda-se para um prédio próprio no km 23,5 da Via Anchieta em São Bernardo do Campo/SP. 
A segunda empresa a vir para o Brasil é a alemã Mercedes Benz, que na verdade foi a primeira a assinar um contrato com a CDI, mas só iniciou a construção da sua fábrica em outubro de 1953, no km 15 da Via Anchieta. 
No mesmo mês o Congresso aprova a Lei 2004, criando a Petrobras, empresa responsável pela pesquisa, lavra, refinação, comércio e transporte de petróleo pelo país (ver: O petróleo é nosso). 
Em 1954 Vargas cria a Comissão Executiva da Indústria de Material Automobilístico (CEIMA) para disciplinar e promover a fabricação de automóveis segundo um plano de nacionalização progressiva. A comissão não chega a ser instalada por força da trágica morte de Vargas. Enquanto o Brasil se engaja nas eleições, vinte projetos alemães, franceses e americanos aguardam nas gavetas. Os futuros fabricantes de veículos desligam-se do Sindicato da Indústria de Construção e Montagem do Estado de São Paulo para fundar uma entidade própria, a Associação Profissional dos Fabricantes de Tratores, Caminhões, Automóveis e Veículos Similares do Estado de São Paulo. A fase de montagem está superada, agora é ultimar os planos de fabricação. 
Em 21 de dezembro de 1955, o novo presidente eleito Juscelino Kubitschek inaugura a fundição de motores diesel da Mercedes Benz (Sofunge). 
Os anos de 1953 a 1956 tiveram poucos veículos montados, a maioria veículos comerciais, como caminhões e ônibus. Quando JK toma posse em 1956 a General Motors estava produzindo 140 veículos por mês embora sua linha de montagem permitisse 200 veículos por dia, num único turno! A Ford estava preparada para fabricar 125 veículos por dia e produzia apenas 10 por mês. Algumas montadoras interromperam sua produção, como a Varam Motors (carros e caminhões Fiat e Nash) e a Brasmotor/Brastemp  que desistira dos automóveis Chrysler do Brasil e dos caminhões Dodge, DeSoto e Fargo, a espera de dias melhores. 
Em 15 de maio de 1956, é criada a Associação Nacional dos Fabricantes de Veículos Automotores (Anfavea), que absorve o sindicato específico da categoria. 
Em 16 de junho de 1956 é criado o GEIA (Grupo Executivo da Indústria Automobilística) reúne empresas fabricantes de autoveículos (automóveis, comerciais leves, caminhões, ônibus/autocarros) e máquinas agrícolas automotrizes (tratores de rodas e de lagartas, cultivadores motorizados, colheitadeiras e retroescavadeiras) com instalações industriais no Brasil ou em vias de iniciar a produção.
Em 2018 a FNM ressurgiu, agora com sua sigla significando Fábrica Nacional de Mobilidade, dedicada a fabricação de veículos elétricos (caminhões).
Atualmente, 89,7 milhões de veículos são produzidos no mundo, sendo 3,1 milhões destes fabricados no Brasil. São calculadas em média 5 533 concessionárias e 31 fabricantes automotivos entre estados brasileiros, que, em seu todo, posicionam o Brasil como o 8º maior produtor de veículos no mundo.[carece de fontes?]

### Mercado
Em 2018 foram registados 2 566 433 veículos 2 099 611 no Brasil, dos quais  foram de passageiros, 375 754 comerciais ligeiros, 75 987 caminhões e 15 081 ônibus/autocarros. As exportações foram de 629 175 veículos e a produção de 2 880 724 veículos.

## Galeria
|                                |                                     |                                    | |
| Trabalhadores da Ford em 1913. | Inspeção de um Fusca da Volkswagen. | Automóvel no processo de montagem. | Líderes das principais empresas de construção automóvel com a chanceler alemã Angela Merkel na Nationale Plattform Elektromobilität 2013 em Berlim. Da direita para a esquerda: Neumann (Opel), Varin (ex-PSA), Zetsche (Daimler), Wan Gang (China) |

## Produção mundial
| 1.  | China          | 25,72 |
| 2.  | Estados Unidos | 10,88 |
| 3.  | Japão          | 9,68  |
| 4.  | Alemanha       | 4,66  |
| 5.  | Índia          | 4,51  |
| 6.  | México         | 3,98  |
| 7.  | Coreia do Sul  | 3,95  |
| 8.  | Brasil         | 2,94  |
| 9.  | Espanha        | 2,82  |
| 10. | França         | 2,20  |
| 11. | Tailândia      | 2,01  |
| 12. | Canadá         | 1,91  |
| 13. | Rússia         | 1,71  |
| 14. | Turquia        | 1,46  |
| 15. | Chéquia        | 1,43  |
| 16. | Reino Unido    | 1,38  |
| 17. | Indonésia      | 1,28  |
| 18. | Eslováquia     | 1,10  |
| 19. | Itália         | 0,91  |
| 20. | Irão           | 0,82  |

Fontes: OICA .